# Light of Love
Light of Love é um álbum de estúdio da banda britânica de rock T. Rex, lançado apenas nos Estados Unidos em agosto de 1974. É composto por três faixas, lançadas anteriormente no Reino Unido no álbum Zinc Alloy and the Hidden Riders of Tomorrow, juntamente com mais oito canções gravadas na primavera de 1974, que mais tarde apareceriam em Bolan's Zip Gun. O álbum foi planejado por Gary Ulmer e, na ausência de Tony Visconti (que havia deixado as funções de produção dos trabalhos da banda), foi produzido pelo próprio Marc Bolan.
As canções recém-gravadas foram licenciadas por Neil Bogart, que acabara de montar o seu selo Casablanca Records, junto com "Teenage Dream", "Explosive Mouth" e "Venus Loon", do álbum Zinc Alloy. Apesar da publicidade considerável e de uma turnê, Light of Love não entrou nas paradas musicais norte-americanas. As razões são contestadas, mas acabou definitivamente com as tentativas de Bolan de reconquistar o estrelato no mercado mainstream dos EUA. A essa altura, a gravadora estadunidense de Bolan, Reprise Records, o demitiu, e ele teve muita dificuldade em encontrar uma nova gravadora para contratá-lo, acabando assinando com a Casablanca. No entanto, o selo estava falindo na época, e ele não conseguiu encontrar uma gravadora para contratá-lo, resultando neste ser o último álbum da banda a ser lançado nos Estados Unidos. Após o fracasso, ele se concentrou novamente no Reino Unido (onde sua carreira experimentaria um ressurgimento), e as novas faixas foram reutilizadas para o próximo álbum, Bolan's Zip Gun. As vendas do álbum no Reino Unido podem muito bem ter impactado a subsequente falta de sucesso do álbum seguinte.

## Lista de faixas
Todas as faixas escritas e compostas por Marc Bolan. 
| Lado um |                    |         |  |
| N.º     | Título             | Duração |  |
| 1.      | "Light of Love"    | 3:16    |  |
| 2.      | "Solid Baby"       | 2:37    |  |
| 3.      | "Precious Star"    | 2:51    |  |
| 4.      | "Token of My Love" | 3:39    |  |
| 5.      | "Space Boss"       | 2:47    |  |
| 6.      | "Think Zinc"       | 3:21    |  |

| Lado dois |                                |         |  |
| N.º       | Título                         | Duração |  |
| 1.        | "Till Dawn"                    | 3:01    |  |
| 2.        | "Teenage Dream"                | 4:58    |  |
| 3.        | "Girl in the Thunderbolt Suit" | 2:19    |  |
| 4.        | "Explosive Mouth"              | 2:25    |  |
| 5.        | "Venus Loon"                   | 3:02    |  |

## Ficha técnica
T. Rex
- Marc Bolan – vocais principais, guitarras
- Mickey Finn – percussão, conga
- Steve Currie – baixo elétrico
- Bill Legend – bateria (em "Till Dawn", "Teenage Dream", "Explosive Mouth" e "Venus Loon")

Músicos adicionais
- Davey Lutton – bateria
- Gloria Jones – clavinete, vocais de apoio
- Paul Fenton – bateria adicional (em "Solid Baby")

Produção
- Marc Bolan – produção musical

- David Katz – orquestração